# Балтаєво
Балта́єво (рос. Балтаево, башк. Балтай) — село у складі Туймазинського району Башкортостану, Росія. Входить до складу Карамали-Губеєвської сільської ради.
Населення — 377 осіб (2010; 339 у 2002).
Національний склад:
- башкири — 77 %